# Pontificia Universidad de la Santa Cruz
La Pontificia Universidad de la Santa Cruz es una institución universitaria situada en Roma, que está a cargo de la Prelatura de la Santa Cruz y Opus Dei.

## Historia
El 9 de enero de 1990 fue creado el Ateneo Romano de la Santa Cruz, autorizado para impartir los estudios en teología y filosofía. En 1998, tras cumplir los requisitos, el papa Juan Pablo II le otorgó el título de universidad pontificia. Actualmente también se estudian las licenciaturas de Derecho canónico y Comunicación institucional. Sus grados académicos de licenciatura y doctorado tienen validez canónica completa. 
El Instituto Superior de Ciencias Religiosas de Apolinar (ISSRA), creado en 1986 y que depende de la Facultad de Teología, concede el título de Licenciado en Ciencias Religiosas con el primer ciclo y de Licenciado Magistral en Ciencias Religiosas cuando se acaba el bienio de la especialidad. También tiene un Departamento de Idiomas y un Centro de Formación Sacerdotal. En 2005 tenía 1.400 estudiantes de 97 países y en 2009, 7.000 estudiantes de 102 naciones. Algunos de ellos reciben anualmente sostenimiento económico por parte del Centro Académico Romano Fundación (CARF) para realizar sus estudios eclesiásticos.